# 中西しほり
中西 しほり（なかにし しほり）は、日本の料理研究家、フードコーディネーター、ナレーター、声優である。愛称は「しほりん」。オスカープロモーション所属。

## 来歴・人物
広島県廿日市市生まれ。家族は両親と姉1人。広島県立廿日市高等学校、広島修道大学卒業。高校の同級生に映画監督の諏訪敦彦がいる。
料理研究家としてテレビ・雑誌・企業へのレシピ開発の他、フリーアナウンサー、タレント、レポーター、ナレーション、イベント司会業など多方面に活動。
1996年よりテレビ新広島「どっこい!神田の日めくりテレビ」の「不思議の国のクッキング」を7年間担当。中国新聞のコラム「緑地帯」では「いとお菓子」というタイトルで料理エッセイを連載した。
2003年以降、拠点を東京都に移し、お絵かき弁当、子供パーティといった子供向けのメニューの専門家として活動を始める。食育活動にも精力的に関わり、企業タイアップのレシピ提供、司会の他、イベント等の企画にも携わる。
2008年にベジタブル&フルーツマイスター取得。野菜を使った「35歳以上の大人の彼に作るメニュー」「野菜で美人パーティメニュー」を発表。
2011年7月26日と8月9日放送の「スター☆ドラフト会議」、2012年3月16日放送の「教科書にのせたい!」出演をきっかけに、アンチエイジングをテーマにした活動が増える。
2014年10月、フランス・パリで開催の「広島フェア C'est bon JAKEN -Etonnant HIROSHIMA-」でキャラ弁を実演し好評を博す。
2020年４月からキッズステーション「子育てTV ハピクラ」の「イケメンシェフ ショークイック」の料理を監修。
現在は、野菜ソムリエの資格を生かし、野菜メニューや野菜スィーツを試食できる講座の他、美容をテーマとしたアンチエイジングセミナー・話し方セミナーを開催している。

## 出演

### TV
- けんたろうとミクのワイワイキッズ (しほりんのワイワイ♪マジカルクッキング 出演・料理監修)
- 子育てTVハピクラ（キッズステーション イケメンシェフ ショークイック 料理監修）
- めざましテレビ （フジテレビ MORE SEVEN バームロールで作った鯉のぼりの紹介 ）
- GO!GO!ご飯がススム隊（RCC中国放送キムチをテーマにした料理の紹介）
- モジーズ&YOU（BSフジ番組キャラクターをテーマにした料理の紹介）
- ウラマヨ!（関西テレビちょいかわ料理研究家として出演）
- スクール革命! （日本テレビ シニア美魔女ランキング2位）
- 教科書にのせたい! （TBS ひと手間で料理を劇的に可愛くする、ちょいカワ料理研究家として）
- こんにちはいっと6けん （NHK首都圏放送センター 　かんたんごはん）
- スター☆ドラフト会議 （日本テレビ ひと手間で料理を劇的に可愛くする、ちょいカワ料理研究家として）
- イチオシ!プラス （北海道テレビ放送　食のチカラスペシャル ～今が旬 余市のぶどう～）
- ポンキッキーズ （フジテレビ しほり先生、今日のお弁当なぁ〜に？）
- すくすくネットワーク （NHK教育テレビジョン　乳幼児のお弁当）
- はなまるマーケット とくまるコーナー（TBS）
- 暮らしのレシピ （TBS クリスマスメニュー）
- ハピふる! （フジテレビ 恐竜パーティとお弁当）
- 朝は楽しく!スマイルサプリメント （テレビ東京 お弁当とお菓子の家）
- 真夜中の王国（NHK衛星第2テレビ）
- モグモグGOMBO （日本テレビ クリスマス料理 夏のかわいいスィーツ）
- やぐちひとり（テレビ朝日 パンで作る恐竜 魚釣り鍋 クリスマス料理）
- 週末ちぐまや家族（テレビ山口）
- ひろしま満点ママ!!（テレビ新広島 ラップで作るお弁当）
- 六平のーと（RCC中国放送 ナレーター）

### イベント
- 広島フェア C'est bon JAKEN -Etonnant HIROSHIMA- キャラ弁実演
- 子育て同盟発足式 司会
- 中国新聞創刊120周年記念事業「安心・安全2012 めききゼミナール講演会とシンポジウム」 パネリスト
- パネルディスカッション「鶏肉を食べよう」（パネリスト 大山のぶ代 他）コーディネーター
- 「カレーアクション中四国フォーラム2009」（パネリスト 黒谷友香 他）総合司会、コーディネーター
- 「COOKPAD お絵かき弁当コンテスト」 審査員

### 企業
- 日清オイリオ WEB食育企画 親子で作れる料理オンライン教室[4]
- ポプラ 女子力アップレシピを考案
- クレハ 『NEWクレラップ』を使ったレシピ提案
- 日清フーズ 日清お菓子百科クラブでのレシピ提案
- ヤマザキナビスコ 『リッツ』『プレミアムクラッカー』を使ったレシピ
- 太知ホールディングス ホームベーカリー『HI-ROSE(ハイローズ)』を使ったレシピ

### DVD
- 『しほりんのかんたん!楽しい!おやつパーティクッキング』（JVD）
- 『しほりんのかんたん!カワイイ!こどものお弁当』（JVD）
- 『しほりんのワイワイ♪マジカルクッキング!』（ポニーキャニオン）
- 『リリー・フランキー PRESENTS おでんくん DVD-BOX 3』（ポニーキャニオン おでんくんのでんでんクッキング）
- 『大桃美代子の もっと雑穀! おいしい健康レシピ』（JVD）※ナレーター

### CM
- イオン北海道 2011年8月の道産デー
- やま磯 テレビCMナレーション
- サニクリーン広島 テレビCMナレーション
- 山田養蜂場 ロイヤルゼリーテレビ通販CMの体験談ナレーション
- 山田養蜂場 RJシリーズテレビCM

### アナウンス
- 呉線 ワンマンカー車内アナウンス
- 紙屋町シャレオ 出入り口の注意アナウンス
- パセーラ 街頭モニタでの店舗広告アナウンス
- ゆめタウン 館内アナウンス

### ゲーム
- 魔導物語A・R・S（1993年12月10日、コンパイル、PC-9801） - ルルー 役

### 雑誌
- おとなの週末（2012年よりフードコーディネーターとして講談社）
- nina's（2012年5月号、祥伝社）
- DIME (雑誌)（2012年6月号、小学館）
- mina (雑誌)（2012年6月号、主婦の友社）
- S Cawaii!（2011年12月号、「美ジタブル部」 対談 ・ 菅原禄弥、主婦の友社）
- CanCam（2011年12月号、中西しほり先生Presents 簡単!使える!ちょいカワ料理が超かわいい、小学館）

## 主な著書
- 『こんなにかわいい! 飾りずし』（2014年、PHP研究所）
- 『モデルめしブック』（2012年、主婦の友社 表紙・対談  田中美保 (モデル)）
- 『ラップdeおむすび おべんとう<シール付き>』（2008年、講談社）
- 『アイデアおやつ—市販のお菓子を組み立てるだけでいつものおやつが大変身!』（2001年、ブティック社）
- 『料理の必殺ワザ (キミにもできる!必殺ワザ)』（2003年、ポプラ社）
- 『超やくだつ？？へなちょこコワザ大全集』（2007年、ポプラ社）
- 『おいしいおべんとう100点 (たべものアルバム)』（2004年、講談社）
- 『ごちそう　いっぱい　かくれんぼ (講談社のしかけえほん) 』（2003年、講談社）
- 『愛情子ども食堂』（2007年、小学館）※うち6作品